# Cantón de Flize
El cantón de Flize era una división administrativa francesa, que estaba situada en el departamento de Ardenas y la región de Champaña-Ardenas.

## Composición
El cantón estaba formado por veintidós comunas:
- Balaives-et-Butz
- Boulzicourt
- Boutancourt
- Chalandry-Elaire
- Champigneul-sur-Vence
- Dom-le-Mesnil
- Élan
- Étrépagny
- Flize
- Guignicourt-sur-Vence
- Hannogne-Saint-Martin
- Les Ayvelles
- Mondigny
- Nouvion-sur-Meuse
- Omicourt
- Saint-Marceau
- Saint-Pierre-sur-Vence
- Sapogne-et-Feuchères
- Villers-le-Tilleul
- Villers-sur-le-Mont
- Vrigne-Meuse
- Yvernaumont

## Supresión del cantón de Flize
En aplicación del Decreto n.º 2014-203 de 21 de febrero de 2014, el cantón de Flize fue suprimido el 22 de marzo de 2015 y sus 22 comunas pasaron a formar parte del nuevo cantón de Nouvion-sur-Meuse.